# Lở đất Gofa 2024

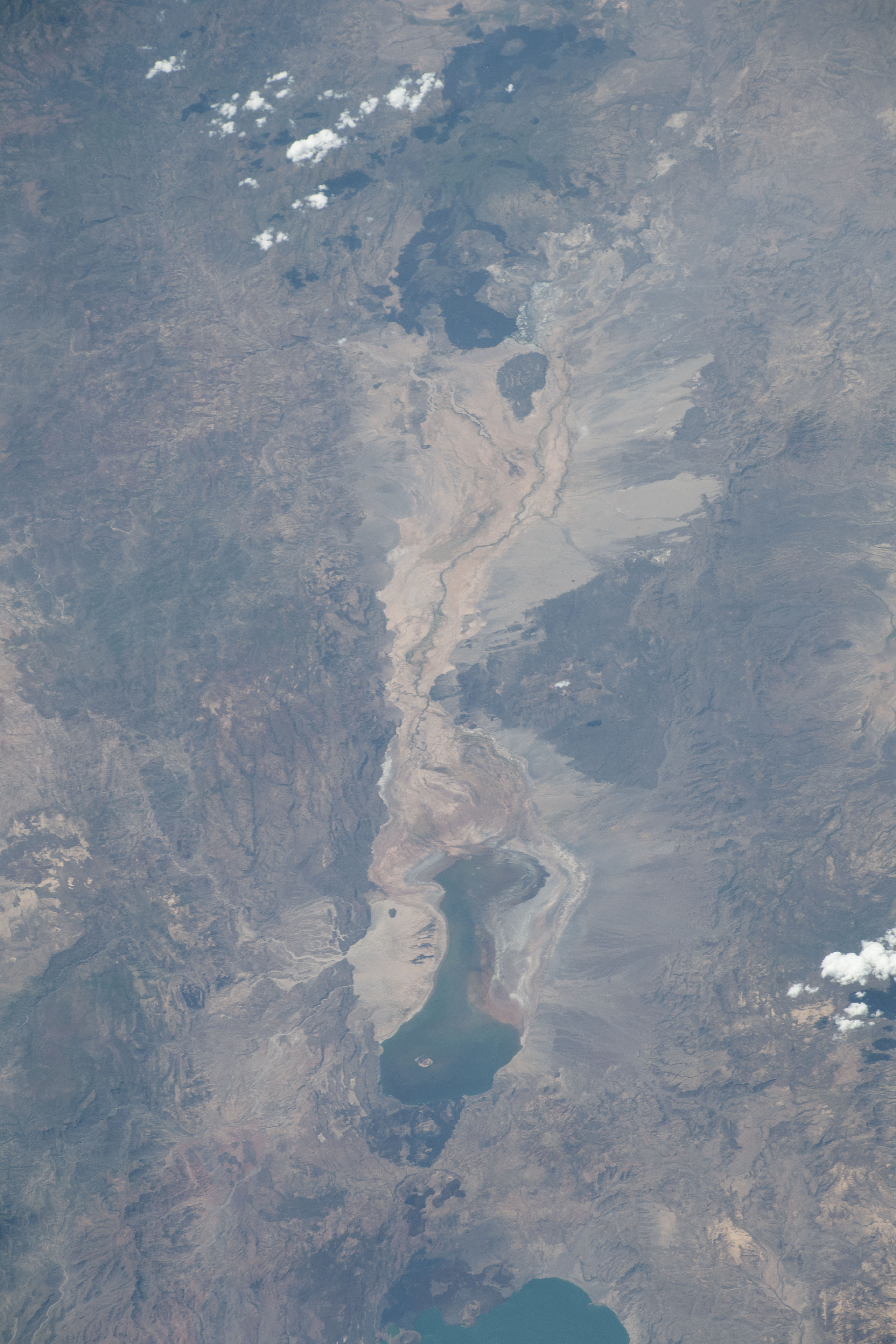
Ảnh vệ tinh chụp Gofa (2018)

Ngày 21–22 tháng 7 năm 2024, hai trận lở đất đã chôn vùi hai ngôi làng ở Vùng Nam Ethiopia, Ethiopia, khiến 257 người thiệt mạng và 12 người bị thương. Trận lở đất thứ hai tiếp tục vùi lấp những người hỗ trợ nạn nhân của trận lở đất đầu tiên. Đây là vụ lở đất nguy hiểm nhất trong lịch sử Ethiopia.

## Bối cảnh
Gofa nằm ở vùng Nam Ethiopia, cách thủ đô Addis Ababa khoảng 450 kilômét (280 mi), khoảng 10 giờ đi ô tô. Theo phản ánh của người dân địa phương, khu vực xảy ra lở đất tại vùng nông thôn, vùng sâu vùng xa, miền núi. Đất trong vùng này không ổn định, do đó hàng năm khi gặp mưa lớn, lở đất đã cướp đi nhiều sinh mạng. Năm 2016, mưa lớn ở Wolaita (cũng ở Nam Ethiopia) gây nên lở đất, khiến 41 người thiệt mạng. Tháng 5 năm 2024, 50 người đã thiệt mạng trong một trận lở đất cũng ở cùng khu vực này.

## Thảm họa
Sau trận mưa lớn tại địa phương Kencho-Shacha ở Geze Gofa, trận lở đất đầu tiên xảy ra vào tối ngày 21 tháng 7, chôn vùi 4 hộ gia đình. Sáng hôm sau vào khoảng 10:00 theo giờ Ethiopia (tức 07:00 UTC, 14:00 theo giờ Hà Nội), trận lở đất thứ hai xảy ra khi người dân đến hiện trường để giải cứu những người sống sót, tiếp tục cướp đi sinh mạng của nhiều người. Hai ngôi làng gần đó đã bị chôn vùi.
Ít nhất 257 người thiệt mạng được cho là do vụ lở đất, gồm 148 nam và 81 nữ, khiến đây trở thành vụ lở đất có só người thiệt mạng nhiều nhất ở Ethiopia. Trong số người thiệt mạng có người quản lý địa phương. Văn phòng Điều phối các vấn đề nhân đạo của Liên hợp quốc cho biết số người chết cuối cùng có thể lên con số hơn 500.

## Hậu quả
Cơ quan truyền thông trực thuộc nhà nước Ethiopia Fana Broadcasting Corporate đã chia sẻ hình ảnh trên Facebook về những người cứu hộ đang đào bới khu vực thảm họa bằng xẻng và tay không. Ngày 23 tháng 7, Markos Melese, người đứng đầu Cơ quan Ứng phó Thảm họa Quốc gia ở Vùng Gofa, trao đổi với Reuters rằng họ vẫn đang tìm kiếm các nạn nhân và thi thể. Đến cùng ngày hôm đó, ít nhất 10 người đã được giải cứu khỏi đống đổ nát.
Các gia đình đang xác định và nhận thi thể người bị nạn, trong khi thi thể không có người nhận được chôn cất tại chỗ. Một tình nguyện viên trao đổi với Addis Standard rằng các thi thể được tìm thấy sẽ được thu thập trong một chiếc lều để chuẩn bị cho lễ tang sau này. Việc thiếu máy móc của lực lượng phản ứng được cho là đã cản trở nỗ lực tìm kiếm. Văn phòng Điều phối các vấn đề nhân đạo của Liên hợp quốc cho biết ít nhất 15.515 người bị ảnh hưởng bởi thảm họa, đồng thời cần phải sơ tán khẩn cấp đối với những người dân sống trong khu vực nguy cơ cao sạt lở đất do mưa vẫn tiếp diễn.

## Phản ứng
Trên mạng xã hội, Thủ tướng Abiy Ahmed bày tỏ sự đau buồn và tuyên bố rằng các đã huy động, triển khai các đơn vị ứng phó với khẩn cấp. Ông đã đến thăm địa điểm xảy ra vụ lở đất vào ngày 26 tháng 7. Hội đồng Nghị viện Liên bang tuyên bố thời gian để tang từ ngày 27 đến ngày 29 tháng 7.
Người đứng đầu Ủy ban Liên minh Châu Phi Moussa Faki Mahamat trên mạng xã hội tuyên bố rằng cần tiếp tục tìm kiếm người mất tích và hỗ trợ để di dời người dân ra khu vực an toàn.
Người đứng đầu Tổ chức Y tế Thế giới Tedros Adhanom Ghebreyesus gửi lời chia buồn tới các gia đình bị ảnh hưởng và lưu ý rằng một nhóm thành viên của WHO đã được cử đến để hỗ trợ các nhu cầu sức khỏe ngay lập tức.
Thư ký điều hành Cơ quan Phát triển Liên chính phủ Workneh Gebeyehu kêu gọi cảnh giác và tuân thủ các quy trình an toàn trong bối cảnh tác động liên tục của biến đổi khí hậu nhằm ngăn chặn những thảm họa tiếp theo.